# Sarah M'Barek
Sarah M'Barek (Chaumont, 13 ottobre 1977) è un'allenatrice di calcio ed ex calciatrice francese, di ruolo centrocampista, tecnico del Lens.

## Palmarès

### Calciatrice
- Campionato francese: 2

Montpellier: 2003-2004, 2004-2005

### Allenatrice
- Coppa di Francia: 1

Montpellier: 2008-2009